# Ignacy Zaborowski

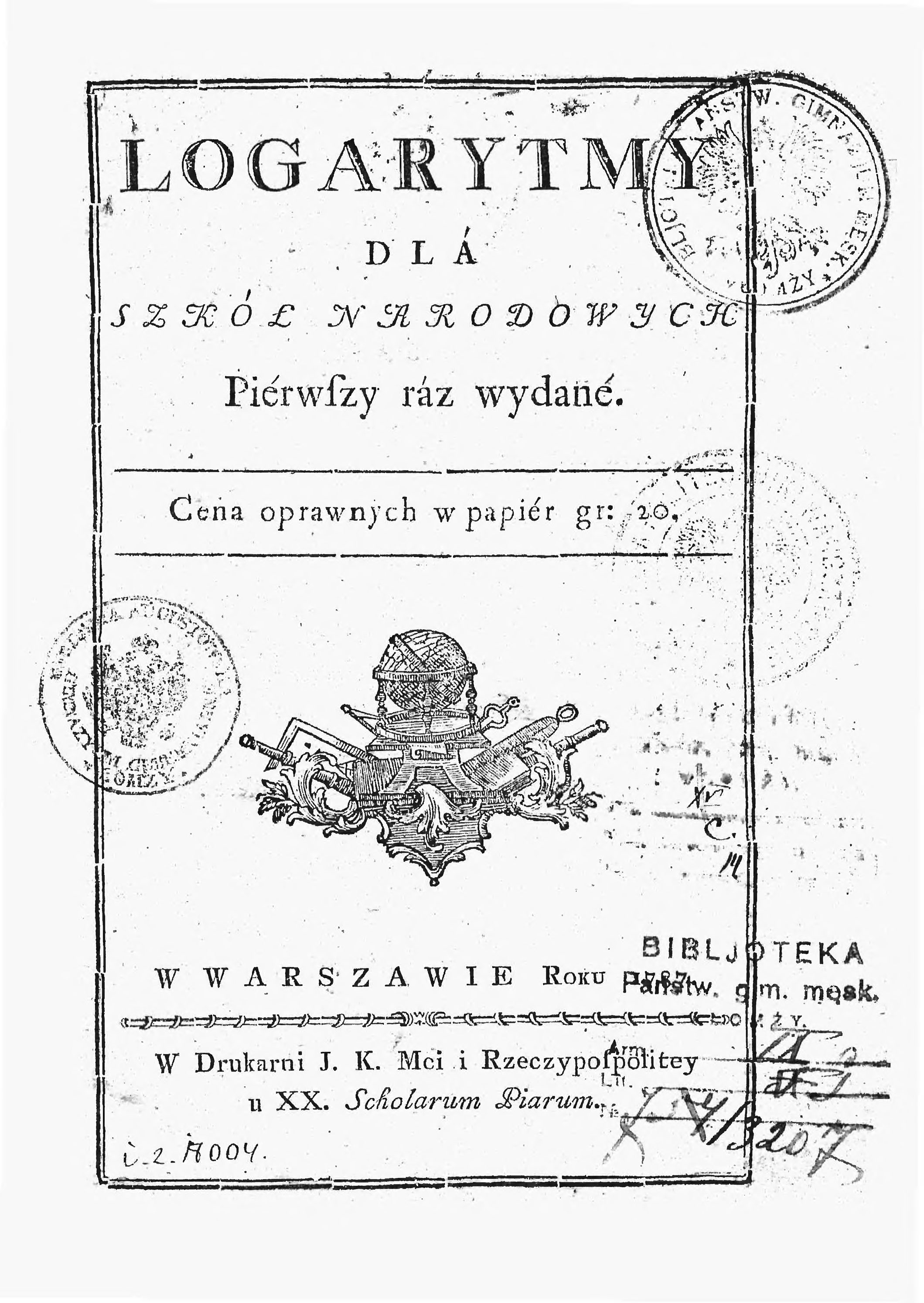
Logarytmy dlá szkół narodowych, 1787 – okładka

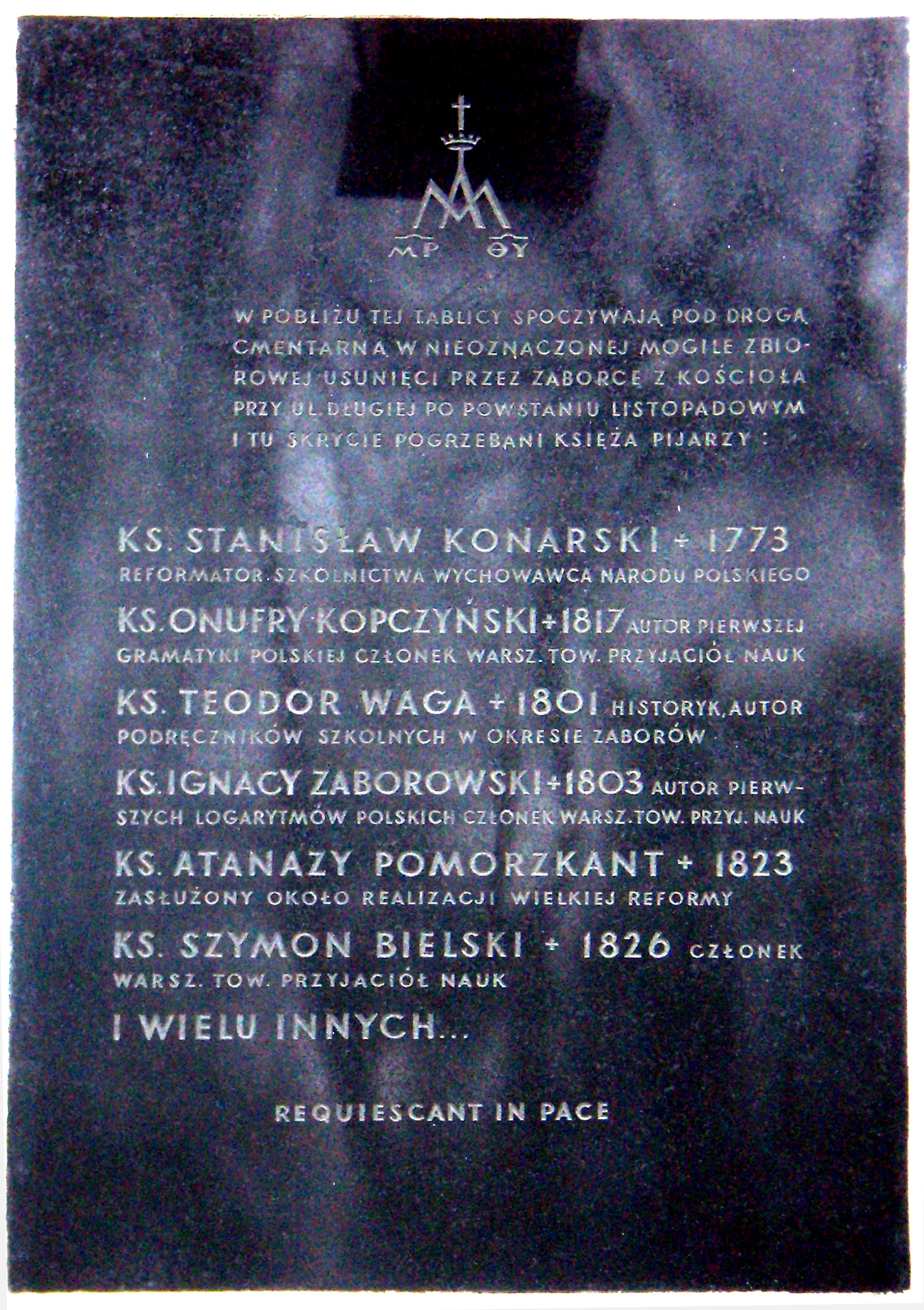
tablica oznaczająca grób o. Teodora Wagi w zbiorowej mogile, kościół św. Karola Boromeusza, cmentarz Powązkowski, wmurowana z inicjatywy o. Innocentego Buby

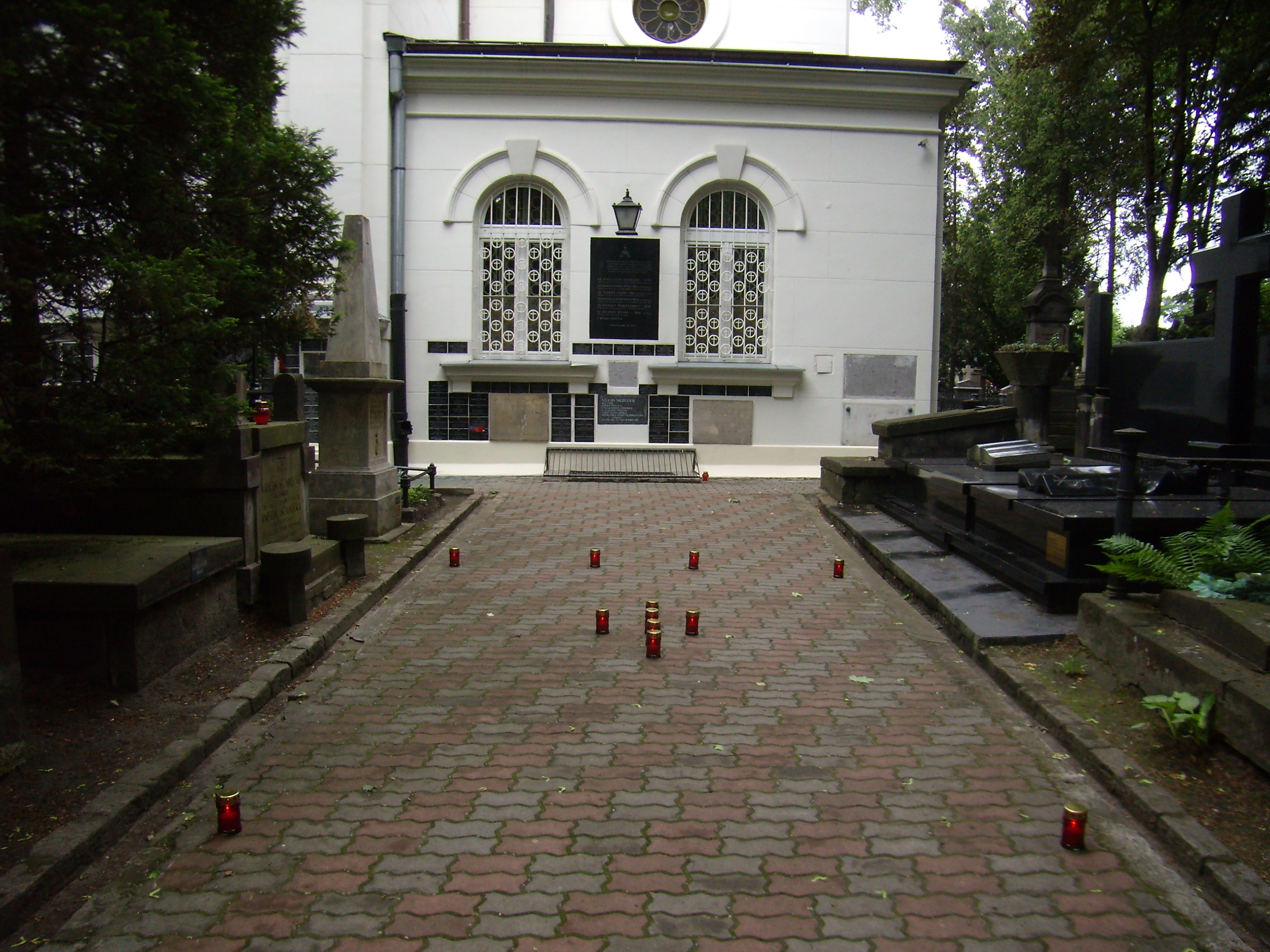
alejka, pod którą znajduje się grób o. Ignacego Zaborowskiego w zbiorowej mogile pijarów i poety Macieja Kazimierza Sarbiewskiego, SI na cmentarzu Powązkowskim, 2009

Ignacy Zaborowski (ur. 2 listopada 1754 w województwie ruskim, zm. 10 stycznia 1803 w Warszawie) – polski pijar, matematyk i geodeta, profesor geometrii, członek Towarzystwa do Ksiąg Elementarnych, autor podręcznika Geometria praktyczna i Logarytmy dla szkół narodowych – pierwszych polskich tablic logarytmicznych, za które uzyskał od króla Stanisława Augusta Poniatowskiego Medal Merentibus.

## Życiorys
Naukę rozpoczął w szkole pijarów w Złoczowie.
Wykładał w szkole pijarskiej w Warężu, Łomżyńskiej Szkole Pijarskiej (obecnie I Liceum Ogólnokształcące im. Tadeusza Kościuszki w Łomży) i Collegium Nobilium pijarów w Warszawie, gdzie w latach 1799–1801 pełnił funkcję rektora. W 1791 wprowadził dla swoich uczniów praktyki wakacyjne inżynieryi na dziedzińcu żoliborskim (prawdopodobnie mowa o dziedzińcu koszar Gwardii Pieszej Koronnej). Pełnił funkcję egzaminatora krajowego geodetów (egzaminator jeometrów publicznych przy Komisji Edukacji). Przełożony szkół warszawskich (kurator), jeden z czterech doradców zgromadzenia pijarów, od 1800 członek Towarzystwa Przyjaciół Nauk, od 1802 prowincjał pijarów.
Pochowany w kościele oo. pijarów przy ul. Długiej. Po powstaniu listopadowym, gdy rosyjskie władze zaborcze przekazały kościół Rosyjskiej Cerkwi Prawosławnej, skrycie pochowany w zbiorowej, nieoznaczonej mogile pod alejką między kwaterami 7 i 9 na cmentarzu Powązkowskim (miejsce mogiły wskazuje tablica z napisem: „w pobliżu tej tablicy spoczywają pod drogą cmentarną w nieoznakowanej mogile zbiorowej usunięci przez zaborcę z kościoła przy ul. Długiej po Powstaniu Listopadowym i tu skrycie pogrzebani księża pijarzy:... ks. Ignacy Zaborowski +1803 autor pierwszych logarytmów polskich... I wielu innych... Requiescant in pace” wmurowana z inicjatywy o. Innocentego Buby – zob. zdjęcie).
Był członkiem rzeczywistym Towarzystwa Warszawskiego Przyjaciół Nauk.

## Prace
podręczniki:
- Jeometria praktyczna (1786)
- Logarytmy dlá szkół narodowych (1787)
- Tablice matematyczne (1797)
- Geometria wiejska (nieukończona)

tłumaczenia:
- Obermajer, Fulgenty. Arytmetyka praktyczna kieszonkowa, Porywcze codzienne trafiające się rachunki, przy redukcyach monet, przy kupi i przedaży, z wielką łatwością odprawująca przez taryfę, o której na samym czele kładnie się informacya.